# Comparsa de Moros Nuevos

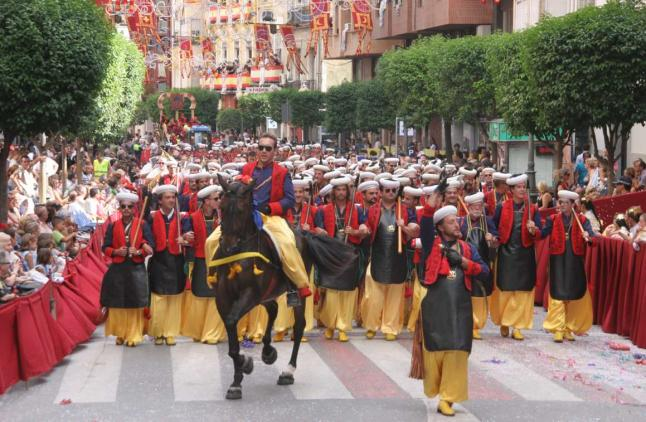
Bloque de la Comparsa de Moros Nuevos de Villena

Los Moros Nuevos es una de las catorce comparsas que participan en las Fiestas de Moros y Cristianos de la ciudad de Villena, España.

## Historia
Según tradición oral, la comparsa fue fundada en 1854 por el gremio de arrieros de Villena, ligado al transporte de lana desde la meseta hasta Alcoy para abastecer de materia prima a la pujante industria textil de dicha localidad. Fue en Alcoy donde establecieron lazos de estrecha amistad con los componentes de la “Filá de la Llana”, comparsa ligada al comercio lanar, y donde surgió la posibilidad de crear en Villena una comparsa similar.
Esta al principio se denominó "Moros Musulmanes" pero debido a que ya existía una comparsa de moros, pronto fue bautizada popularmente con el nombre de "Moros Nuevos". El traje está inspirado en el uniforme de Gastadores del Ejército español, portan mochila, delantal de cuero negro y el arma en el brazo izquierdo, tal como lo hacía oficialmente dicho ejército entre 1850 y 1859.
La primera referencia escrita que se conserva data de 1860 y se trata de un arcabuz, de una colección de siete arcabuces idénticos, encargada por Juan Menor y Menor a la Real Fábrica de Armas de Éibar y en que se lee la inscripción “Hecho por Pedro Aranguren” “Ntra. Sra. María de las Virtudes venerada en la ciudad de Villena. Eibar año de 1860”.
Hasta finales del siglo XIX, el traje de Moro Nuevo estuvo confeccionado totalmente de lana, fue el cabo José Martínez “Clavel” quien introdujo el característico pantalón de tela de raso amarillo, una de las señas de identidad de la comparsa.

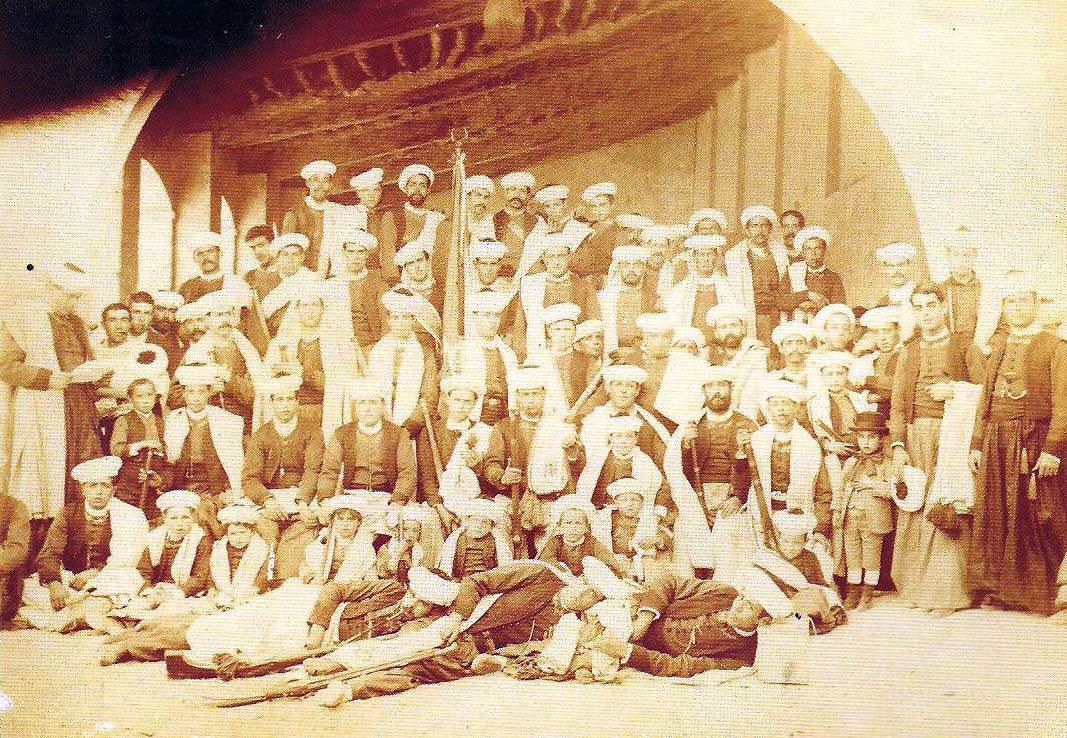
8 de septiembre de 1884, comparsa de Moros Nuevos de Villena momentos antes de la procesión

El inicio del siglo XX no fue fácil para la comparsa, las dificultades económicas hicieron que esta viera muy mermado su número de componentes, llegando incluso a no participar en las fiestas de 1910, 1911, 1929, 1933 y 1934, no obstante y pese a atravesar malos momentos hubo un acto que jamás se dejó de hacer desde la fundación de la comparsa; la tradicional comida que esta ofrecía y sigue aún hoy ofreciendo a los ancianos del Asilo. 
Tras la Guerra Civil, durante la cual no se celebraron las Fiestas de Moros y Cristianos, el socio Regino Coloma logra recomponer la comparsa yendo de casa en casa recabando ayuda de todo tipo ayudado por un grupo de incondicionales. Él mismo se hará cargo de la presidencia hasta 1954, año en el que la comparsa celebrará su primer centenario.
Durante los años 60 y principios de los 70 un nutrido grupo de jóvenes trae aire fresco a la Comparsa de Moros Nuevos y se comienzan a organizar verbenas durante las noches de fiesta. A falta de una sede social fija, “La Cábila de los Moros Nuevos”, como se conocía a la sala de fiestas de la comparsa ocupó durante décadas diferentes ubicaciones. También en esta época comienza a cobrar cierta fama de comparsa elitista debido a que algunos de estos jóvenes pertenecían a familias acomodadas de la ciudad.

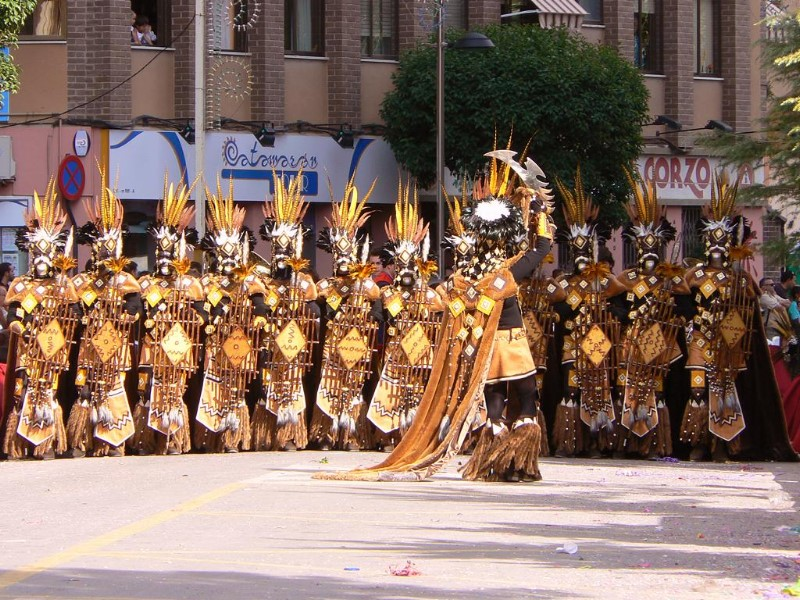
Escuadra especial de Zulúes (de la comparsa de Moros Nuevos) en la Entrada de 2007.

El año 1991, es especial en la historia de la Comparsa de Moros Nuevos por dos motivos; el primero, la participación de la mujer a la fiesta, y el segundo, la construcción de “La Cábila”, la sala de fiestas de la comparsa que se inauguró el día 31 de agosto de ese mismo año. La incorporación de la mujer como socia de pleno derecho supuso un enorme aumento en el número de socios superando rápidamente el millar.
En 1998 se llevó a cabo el último gran proyecto, la nueva sede social de la comparsa en la calle Mayor, un imponente edificio de tres plantas en pleno corazón del casco histórico de Villena que cuenta con todo tipo de instalaciones; oficinas, sala de juntas, cocinas, alojamiento para las bandas de música y un gran salón comedor en la planta baja.